# Dinosaur (canção)
"Dinosaur" (também conhecida como "D.I.N.O.$.A.U.R") é uma canção gravada pela cantora e compositora norte-americana Kesha, contida em seu álbum de estreia Animal (2010). A canção foi escrita por Kesha em colaboração com Max Martin e Shellback; os dois últimos também produziram a música, ao passo que todos os três são responsáveis pela instrumentação.
"Dinosaur" é uma faixa do gênero estilístico dance-pop que liricamente fala sobre um homem mais velho que tenta bater em uma jovem, após ser rejeitado por ela. A faixa recebeu análises negativas dos críticos de música. Após o lançamento de Animal, a obra estreou nas tabelas musicais do Reino Unido a UK Singles Chart e da Coréia do Sul a Gaon Chart Internacional, com picos de 180 e 107, respectivamente.

## História e inspiração

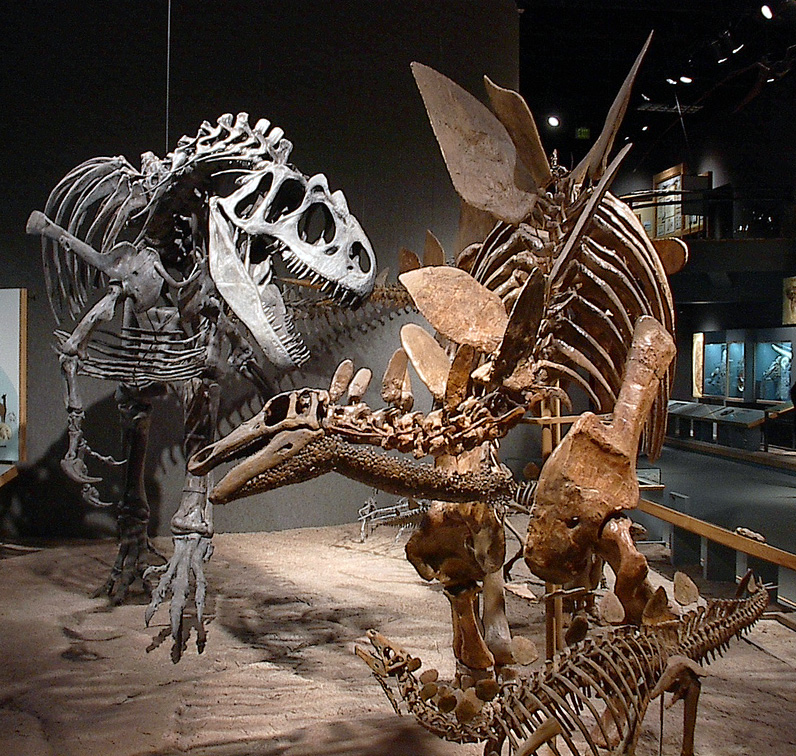
A letra da canção é baseia-se em uma metáfora, que um homem-velho é comparado a um dinossauro pré-histórico.

"Dinosaur" é uma canção escrita por Kesha Sebert, em colaboração com Max Martin e Shellback; os dois últimos são responsáveis pela produção. Todos os três compositores foram responsáveis pelo fornecimento de instrumentos da faixa. A gravação da canção foi iniciada na Maratone Studios, em Estocolmo, na Suécia, por Martin e Shellback.
Ao ser entrevistada pela revista Rolling Stone, Kesha foi perguntada sobre sua técnica de escrever e de como suas canções se concretizam, e ela usou "Dinosaur" para explicar. A cantora explicou que a concepção da música era auto-biográfica e que resultou de uma experiência anterior que ela teve quando um homem mais velho tinha batido nela, que ela desenvolveu em: "Eu só escrevo sobre o que eu vivo — literalmente, meu registro inteiro é totalmente autobiográfico, porque eu acho que há uma grande canção pop em tudo, eM qualquer coisa e em qualquer situação. Existe uma música chamada "Dinosaur" sobre esse velho que estava dando em cima de mim, e sua peruca foi gentil suficiente para revelar-me, e eu pensei "Oh meu Deus, você é tão velho, você é pré-histórico, você é um dinossauro. D-I-N-O-S-A-você é um dinossauro."

## Composição
"Dinosaur" é uma canção composta do gênero dance-pop. De acordo com a partitura publicada pela Sony/ATV Music Publishing, na página da Musicnotes, Inc, a música possui um metrônomo de cento e vinte oito batidas por minuto e é composta na chave de Mi maior. O alcance vocal de Kesha se estende a partir da nota mais grave E4 para a nota mais elevada D5. A música engloba teclados, um chocalho e um apito na sua produção, o último dos quais tem sido descrito como um "apito-sintetizador" A letra da canção gira em torno de um homem mais velho que está tentando convencer uma menina mais jovem a deixar o clube com ele, para qual a protagonista responde com "um spray scattergun de insultos."
Rebecca Blissett, do The Georgia Straight, descreveu a canção como "percussão-bombardeada-de-muco-rapper". De acordo com Andrew Burgess, do musicOMH.com, "Dinosaur" apresenta um "apito-sintetizador como-Mark Mothersbaugh" e centra-se em "a grosseria de homens mais velhos batendo em meninas mais jovens". Burgess cita o verso "a carnivore, you want my meat, I know it" como evidência para isso. Cheryl Chia, do The UrbanWire, observou que a faixa é uma reminiscência para as canções "Girlfriend" de Avril Lavigne e "Hollaback Girl" de Gwen Stefani. Para Althea Legaspi, do The Chicago Tribune, "Dinosaur" contém "mérito lírico em que a maioria das mulheres têm experimentado avanços indesejados de um homem assustador itinerário-muito-velho".

## Interpretações ao vivo ecovers

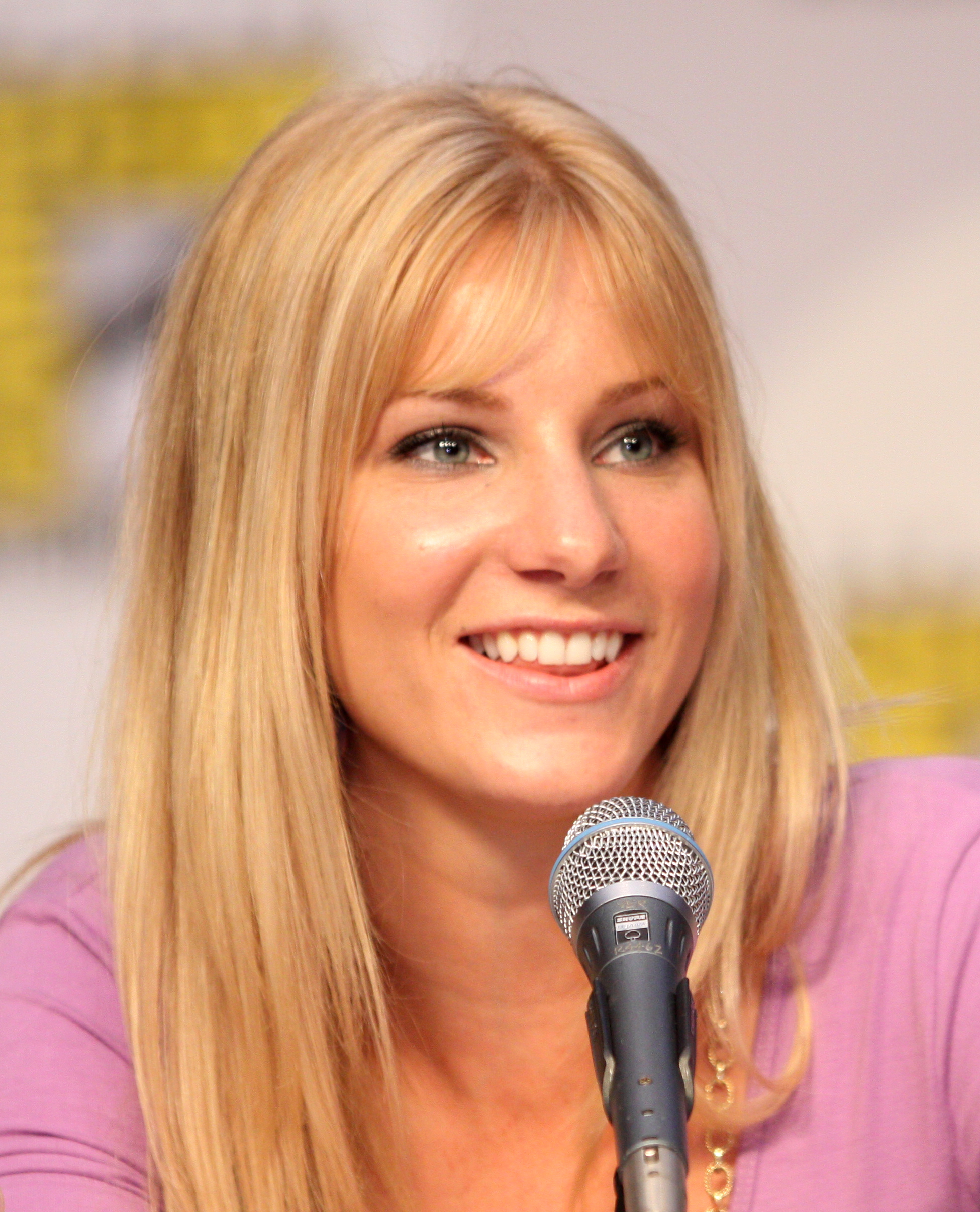
A atriz Heather Morris apresentou uma versão cover na série televisiva Glee.

"Dinosaur" foi apresentada pela primeira vez ao vivo para a MTV Push, um programa transmitido pela MTV Networks em todo o mundo. A canção foi interpretada durante sua primeira turnê mundial, a Get Sleazy Tour, como parte do set-list paras todos os concertos. Durante a apresentação, Kesha foi apoiada com dançarinos e membros da banda que estavam vestidos com uma variedade de figurinos de dinossauros.
A atriz Heather Morris, apresentou uma versão cover na série de televisiva Glee em seu décimo nono episódio intitulado Prom-asaurus, que foi exibido em 8 de maio de 2012. A trama do episódio girou em torno de um baile com o tema envolvendo dinossauros. A personagem de Morris, Brittany S. Pierce, cobriu a canção no episódio, realizando uma rotina de dança coreografada para ele. Erica Futterman, da revista Rolling Stone, escreveu que o desempenho do episódio fora "uma pequena vitória", e concluiu que fora o melhor desempenho do episódio. Erin Strecker, do Entertainment Weekly, foi mais crítico e escreveu que a canção foi "autoafinada dentro de uma polegada de sua vida", mas elogiou o desempenho de Pierce, escrevendo, "mas Brittany pode totalmente se mover." A versão cover de Glee foi lançada para download digital através da iTunes Store em 8 de maio de 2012.

## Desempenho nas tabelas musicais
Após o lançamento de Animal, "Dinosaur" estreou na tabela musical sul-coreana Gaon Internatonal Chart no número cento e sete, a 3 de janeiro de 2010, registando vendas de 4,536 downloads digitais. No Reino Unido, estreou no centésimo sétimo posto da UK Singles Chart de acordo com a publicação de 3 de janeiro de 2012.

### Posições
| Tabela musical (2010)                                | Melhor posição |
| ---------------------------------------------------- | -------------- |
| Coreia do Sul - South Korea Gaon International Chart | 107            |
| Reino Unido - UK Singles Chart                       | 180            |

## Créditos de elaboração
Os créditos foram adaptados do encarte do álbum Animal (2010):
Gravação
- Gravado nos Maratone Studios, Estocolmo, Suécia.

Pessoal
- Composição e instrumentação - Kesha Sebert, Max Martin, Shellback
- Produção - Max Martin, Shellback pela Maratone Productions
- Teclados - Max Martin
- Assobios - Kesha, Shellback
- Chocalhos - Kesha